# Étienne Wenger
Étienne Wenger (født 1. juli 1952) er læringsteoretiker. Han er særligt kendt for sin teori om situeret læring. Denne teori har Wenger udviklet i samarbejde med Jean Lave. Ydermere er Wenger kendt for sit arbejde med Praksisfællesskaber.
Socialkonstruktivistisk læringsteori bygger grundlæggende på ideen om, at læring skabes mellem mennesker. Læring bliver med andre ord en social handling eller proces. Læring er med andre ord noget, der er mellem mennesker og ikke i mennesker.
Det, at Wenger definerer en læring som en social handling, har en række af implikationer for både individet, fællesskaber og en organisation. Hvis læring beror på social praksis, må individet engagere sig i fællesskabet for at lære. Fællesskaber må arbejde på at forbedre deres praksis for at hverve nye medlemmer for overhovedet at eksistere. Organisationer skal sørge for at opretholde de praksisfællesskaber, de indeholder, for fortsat at være værdifulde for individerne.

## Wengers teori om praksisfællesskaber
Grundlæggende definerer Wenger læring som deltagelse i et praksisfællesskab. Praksisfællesskaber er noget alle mennesker deltager i. Eksempler på praksisfællesskaber er arbejdsmæssige relationer, familie eller fx en madklub. Hvilken rolle man som individ har i forskellige praksisfællesskaber er forskelligt fra praksisfællesskab til praksisfællesskab. I nogle praksisfællesskaber spiller man en central rolle, mens man i andre har en mere perifer position.
Om praksisfællesskaber gælder det desuden, at disse ikke er statiske, men under konstant forandring over tid. Denne forandring gælder også de praksisfællesskaber individer deltager i i forskellige stadier i livet.
Centralt ved praksisfællesskaber er endvidere, at det ikke er en nødvendig betingelse at disse er organisatorisk bestemt eller på anden vis formelt defineret. Man kan forestille sig en formelt defineret gruppe af mennesker eksempelvis en arbejdsgruppe, der ikke kan karakteriseres som et praksisfællesskab.
Begrebet praksis er centralt for Wenger. Praksis dækker over den sociale proces, hvormed vi oplever verden, og med hvilken vi forsøger at skaber mening i hverdagen. Denne mening skabes ved meningsforhandling. Det er vigtigt at understrege, at meningsforhandling ikke skal forstås som opnåelse af enighed.
Meningsforhandling er kendetegnet ved to processer: deltagelse og tingsliggørelse. Deltagelse indbefatter ikke nødvendigvis samarbejde og kan også være forbundet med relationer af ikke positiv karakter. Deltagelse karakteriseres ved gensidig genkendelse. Når vi deltager i en samtale med andre, former vi gennem samtalen vores oplevelse af verden omkring os.
Udover deltagelse er tingsliggørelse som nævnt ovenfor med til at konstituere meningsforhandling. Tingsliggørelse betyder, at vi projicerer vores mening ud i verden, hvormed denne får sit eget liv. Tingsliggørelse er således fysiske konstruktioner. Et eksempel på en tingsliggørelse er en mail. Man kan forstå denne tingsliggørelse som både produkt og proces. Eksemplificeret med mailen vil processen være de bagvedliggende tanker og refleksioner. Tingsliggørelse som produkt er selve mailen.
Praksisfællesskaber er kendetegnet ved tre dimensioner: gensidigt engagement, fælles virksomhed og fælles repertoire. Et praksisfællesskab eksisterer kun, hvis de tre dimensioner alle er repræsenteret.
Gensidigt engagement opstår, når individer er engageret i handlinger, hvis mening de sammen forhandler. De enkeltes individers rolle eller gensidige relationer er ligeledes løbende til forhandling gennem det gensidige engagement medlemmerne imellem.
Fælles virksomhed indbefatter, at vi foretager os noget sammen. Det er under udøvelsen af selve virksomheden eller handlingen, at denne fælles virksomhed defineres. Det er altså noget, vi forhandler.
Fælles repertoire dækker over fælles måder at tænke, handle og tale på. Det er med andre ord et fællesskabs fælles ressourcer. Centralt for fælles repertoire er endvidere, at det enkelte individ definerer og opfatter sig som værende en del af fællesskaber.
Begreberne, Wenger anvender i sin teori, er indbyrdes relaterede og afhængige af hinanden. Hvis man kort skal skitsere, hvorledes begreber er relaterede, kan man sige, at vi meningsforhandler i et praksisfællesskab. Meningsforhandling indebærer to processer nemlig deltagelse og tingsliggørelse. Et praksisfællesskab konstitueres af tre dimensioner nemlig gensidigt engagement, fælles virksomhed og fælles repertoire.